# Xylopia maingayi
Xylopia maingayi är en kirimojaväxtart som beskrevs av Joseph Dalton Hooker och Thomas Thomson. Xylopia maingayi ingår i släktet Xylopia och familjen kirimojaväxter. Inga underarter finns listade i Catalogue of Life.